# Georges Finet
Pour les articles homonymes, voir Finet.
Georges Finet, né le 6 septembre 1898 à Villeurbanne et mort le 14 avril 1990 à Châteauneuf-de-Galaure, est un prêtre catholique et prédicateur français, principalement connu en tant que père spirituel de Marthe Robin et cofondateur des Foyers de charité.
De nombreux témoignages tardifs l'accusent d'abus sexuels pendant plusieurs décennies.

## Biographie

### Formation
Georges Finet naît le 6 septembre 1898 à Villeurbanne au sein d'une famille bourgeoise, travailleuse, pieuse et unie dont il restera proche toute sa vie. Il est baptisé le lendemain en la basilique Notre-Dame de Fourvière. Fils de Ludovic et Marie-Antoinette Finet, il a deux frères dont un, Pierre, deviendra jésuite et trois sœurs dont une deviendra petite sœur de l'Assomption.
À l'âge de 12 ans, il entre comme pensionnaire à l'institution des Chartreux, où il est un bon élève. Fin mai 1915, à l'âge de 17 ans, il part pour une brève retraite de fin d'études à Ars-sur-Formans, où il ressent un appel à la prêtrise alors qu'il est en adoration eucharistique en la petite chapelle de la Providence. Il est alors envoyé au séminaire français de Rome, où il découvre Le Traité de la vraie dévotion à la Sainte Vierge de Louis-Marie Grignion de Montfort qui représente une étape décisive. Après cette lecture, il décide en effet de remettre à la Vierge Marie la conduite de sa vie intérieure et ses actions extérieures.
Il doit cependant interrompre ses études car il est mobilisé en 1917. Durant la Première Guerre mondiale, il apprend notamment à « commander en se faisant aimer par ses hommes ». Il entre ensuite à l'Université pontificale grégorienne.

### Missions
Georges Finet est ordonné le 8 juillet 1923 en la chapelle des Chartreux à Lyon, par le cardinal Louis-Joseph Maurin. Il est alors nommé vicaire de la paroisse ouvrière d'Oullins, puis devient curé de la primatiale Saint-Jean de Lyon en 1925. Il est parallèlement responsable d'un groupe de jeunes et passe beaucoup de temps à confesser.
En 1933, il devient sous-directeur de l'enseignement libre et doit ainsi gérer 850 écoles. Considérant que la foi est présentée aux enfants de manière peu satisfaisante, il publie notamment, en 1948, un manuel de doctrine catholique. De 1930 à 1939, il organise également des conférences dominicales chez les Sœurs de Notre-Dame du Cénacle pour faire connaître et aimer la Vierge Marie. Le succès de sa prédication est tel que les auditrices passent de 12 à 300.

### Foyers de charité
Le 10 février 1936, Georges Finet rencontre à Châteauneuf-de-Galaure Marthe Robin, dont il devient le directeur spirituel. Ensemble, ils créent les Foyers de charité dont il devient également le responsable. Il les définit comme un « séminaire pour les laïcs » marqué par des retraites « riches de l'essentiel », dans le silence, la prière liturgique et personnelle et une forte dévotion à la Sainte Vierge. Réputé pour son zèle religieux, il prêche au total 486 retraites et fait de nombreux voyages pour développer d'autres foyers.
En 1986, soit 5 ans après la mort de Marthe Robin, l'œuvre des Foyers de charité est reconnue par le Conseil pontifical pour les laïcs. Entretemps, d'autres foyers ont été érigés en France, en Amérique latine (1958), en Afrique (1961) et à Hô Chi Minh-Ville (1968), puis dans d'autres pays en Asie. Le père Finet meurt le 14 avril 1990, jour du samedi saint.

## Accusations d'abus sexuels
Le 22 février 2019, à la suite des scandales d’abus sexuels sur mineurs dans l’Église catholique, France Culture diffuse plusieurs témoignages de victimes présumées avoir été abusées par des prêtres pendant leur minorité. L’une d’elles durant son témoignage (d'abus en pensionnat dans un tout autre cadre) rapporte des propos que lui aurait confiés une amie décédée depuis plusieurs années : « les confessions avec le Père Finet c’était pas drôle, c’était la tête entre ses cuisses »,.
Le 19 septembre 2019, La Croix révèle que le père Georges Finet fait l’objet d’une commission de recherche composée d’experts indépendants ayant gardé l'anonymat et présidée par Françoise Gaussen, ancienne directrice de l’enseignement catholique de l’archidiocèse de Marseille. En effet les Foyers de charité ont été « interpellés à plusieurs reprises au sujet du père Georges Finet sans pouvoir vérifier la véracité des témoignages » selon le père Moïse Ndione, modérateur de la communauté.
Le 7 mai 2020, l’œuvre des Foyers de charité rend publique la synthèse du rapport de la commission de recherche qui a récolté 143 témoignages sur une large période allant de 1945 à 1983. La synthèse note que « la majorité des personnes qui ont contacté la commission ont souhaité apporter un témoignage de reconnaissance envers le père Finet » et « n’ont jamais rencontré de problèmes avec le père Finet, notamment en confession, sinon d’éventuelles maladresses dans les questions posées. » Néanmoins, « 26  femmes,  principalement  des  anciennes  élèves  de  Châteauneuf-de-Galaure,  alors  âgées  pour  la  plupart  de  10  à  14  ans,  ont  dénoncé  le  comportement  du  père  Finet  au  cours de confessions. Des témoignages concordants relatent des touchers du corps, parfois à même la peau, sous les vêtements, et des questions intrusives sur leur sexualité. Ces agissements ont constitué de  graves  intrusions  dans  la  vie  intime  de  ces  jeunes  filles  et  jeunes  femmes,  et  leur  ont  causé  des  blessures psychologiques et spirituelles. 15 personnes victimes témoignent de souffrances encore vives aujourd’hui. ».

### Critiques
Cette enquête et sa méthodologie sont critiquées par la philosophe et théologienne Aline Lizotte et par l'abbé Bernard du Puy-Montbrun, docteur en droit canonique, selon qui ce rapport serait contraire au droit pénal notamment en transformant la présomption d'innocence en présomption de culpabilité et en accusant un mort alors qu'il n'existe pas de procès post-mortem.
De son côté, l'hebdomadaire Golias avance que selon ses informations « c’est la direction des Foyers de charité qui a rédigé la synthèse du rapport de la Commission » et suggère qu'il s'agit « d'une tentative de se débarrasser d’un fondateur » : « sa figure d’envergure gênait pour la transformation souhaitée de l’œuvre des Foyers ». L'hebdomadaire dénonce « les investigations de la commission menées seulement à charge ; l’ignorance sur les noms de ses membres hormis celui de la présidente, Mme Gaussen ; la minimisation des dizaines de témoignages favorables [...] ; l’absence d’évaluation critique des abus : l’oubli de la famille Finet, seule habilitée à défendre la mémoire de son oncle ». Pierre Vignon, prêtre du diocèse de Valence, par ailleurs très impliqué dans le suivi de victimes d'abus sexuels dans l’Église, fait également part de ses doutes : « Les phrases rapportées sont vraies, mais sorties de leur contexte et peuvent être interprétées. J'ai été son collaborateur pendant des années, le Père Finet n'était pas le prédateur sexuel que la commission de recherche indépendante laisse entendre en relevant des bouts de phrase parmi d'autres » Il pointe certaines invraisemblances dans les faits tels qu'ils sont rapportés : « Il y a des choses qui ne collent pas si on a une bonne connaissance du fonctionnement des Foyers à l'époque. »

### Nouveaux témoignages
Le 7 juin 2020, Moïse Ndione, modérateur des Foyers de charité, fait état dans une lettre aux membres de l'œuvre de vingt nouveaux témoignages s'ajoutant aux 26 autres qui « confirment de manière concordante des agissements graves du père Finet ».
Le 10 juin, un collectif d'anciennes élèves de l'école du Foyer de Châteauneuf-de-Galaure conteste l'enquête de la Commission Gaussen qu'elle estime « illicite et non fondée malgré les apparences ».
Répondant aux critiques, Thierry Coustenoble, secrétaire général des Foyers, déclare au magazine Famille chrétienne que « la composition de la commission a respecté les directives données par le Dicastère pour les laïcs, la famille et la vie, et s’est faite en collaboration avec les services de la Conférence des évêques de France (CEF). ». L'information est confirmée à l'hebdomadaire par Éric de Moulins-Beaufort, président de la CEF expliquant : « L’objectif n’est pas de condamner le Père Finet, mais de faire la vérité sur ses actes ».
Les neveux et nièces du Père Finet publient un « droit de réponse » aux accusations portées contre leur oncle, niant catégoriquement les comportements déviants qui lui sont attribués.
En septembre 2020, 42 anciennes élèves de Châteauneuf-de-Galaure portent plainte contre X avec constitution de partie civile pour «  diffamation envers la mémoire d'un mort » devant le Tribunal judiciaire de Paris. Certaines de ces élèves contestent l'usage fait de leur témoignage, estimant devenir des « victimes à leur insu ».
Le collectif annonce le 23 septembre 2021 avoir obtenu la recevabilité de la plainte de 49 anciennes élèves s'étant constituées parties civiles au titre d'héritières morales et spirituelles de l'abbé Georges Finet,.

## Soupçons d'imposture
Thierry Coustenoble, ancien secrétaire général des Foyers de Charité, accorde une interview au quotidien La Croix le 3 février 2024. Ses recherches à l’École Pratique des Hautes Études (EPHE), pour comprendre les dérives observées au sein des Foyers, l'ont amené à explorer « leur origine présentée comme divine ou providentielle ». Il apparaît que les textes fondateurs de l’œuvre écrits par Marthe Robin et Georges Finet, respectivement en 1936 et 1957, empruntent largement au Livre de l’Amour miséricordieux de Marie-Ange Merlier (1891-1978) paru antérieurement en 1934. Selon Thierry Coustenoble, cette découverte remet en cause l'origine d'une œuvre présentée jusqu'alors comme « directement inspirée par Jésus » à travers Marthe Robin, qui a fait de Georges Finet « le père spirituel d’une femme en relation directe avec Dieu, ce qui rend impensable voire impossible toute critique ». Sur ce point, il rappelle que « le rapport de la commission Gaussen a pointé par exemple un positionnement non ajusté du prêtre en tant que père au sein des Foyers, sur le modèle de "la figure du père Finet [qui] estompe celle du Père dans la Trinité." ».